# Hà Nhân
Hà Nhân có tên đầy đủ là Lý Thị Tiến (1929–2012) là nữ đạo diễn sân khấu Việt Nam, bà là người đồng sáng lập đồng thời là Giám đốc đầu tiên của Nhà hát Tuổi trẻ. Hà Nhân được xem là nữ đạo diễn sân khấu đầu tiên của Việt Nam.

## Tiểu sử
Hà Nhân có tên đầy đủ là Lý Thị Tiến sinh năm 1929 tại Huế, quê gốc của bà là thôn Xà Cầu, xã Quảng Phú Cầu, huyện Ứng Hòa, tình Hà Đông (nay là Hà Nội). Gia đình bà sau này chuyển ra Hà Nội sinh sống. Năm 15 tuổi, bà học hết đệ nhất trung học liền tham gia hoạt động cách mạng và được kết nạp Đảng Cộng sản Việt Nam năm 1946. Cũng trong năm này, toàn quốc kháng chiến bắt đầu, Hà Nhân được phân công vào Ban chấp hành Phụ nữ, bà được cử làm Bí thư phụ nữ huyện Chương Mỹ rồi Thường Tín. Với uy tín của mình, năm 1949 bà được điều về được điều về làm Ủy viên Thường vụ Phụ nữ Hải Phòng. Năm 1950, Hà Nhân bị thực dân Pháp bắt và bị giam giữ ở nhà tù "căng" Máy Chai, Hải Phòng. Hà Nhân khai nhận mình là giáo viên tản cư, ban đầu quân Pháp tin là thật nhưng một lần bà hát ca khúc "Tiến về Hà Nội" thì mới bị nghi ngờ là Việt Minh.
Bốn tháng sau, Hà Nhân được ra tù, bà được tổ chức đưa vào Thanh Hóa học lớp bồi dưỡng cán bộ Trần Phú do Liên khu ủy Liên khu III tổ chức, sau đó là về làm cán bộ phụ nữ tỉnh Hòa Bình. Năm 1952, nhạc sĩ Trần Hoàn và ca sĩ Vũ Trọng cùng tuyển diễn viên kịch cho đoàn văn công của chi hội văn nghệ Liên khu III. Hà Nhân được Trần Hoàn chọn vào đoàn, không có kinh nghiệm diễn xuất nên ban đầu bà từ chối; khi tổ chức ra quyết định phân công, Hà Nhân buộc phải nhận lời nhưng chỉ có ý định tham gia một số vai rồi tiếp tục về làm công tác phụ nữ.

## Sự nghiệp
Năm 1952, Hà Nhân làm diễn viên tại Đoàn kịch Lộng Chương thuộc Chi hội văn nghệ Liên Khu III. Với vai diễn đầu tiên trong vở Du kích thôn đồi, bà được đạo diễn kiêm tác giả vở kịch Lộng Chương đánh giá tốt.
Vai diễn thành công nhất của Hà Nhân trong gia đoạn này là nhân vật phản diện Hàn Dụ trong vở Đời cô Tầm. Trước đấy bà luôn được giao cho vai các chính diện, nhưng với Hàn Dụ, bà đã chọn một bà chủ tiệm ở phố Bát Đàn làm nguyên mẫu cho nhân vật. Diễn xuất xuất sắc của bà đã tạo cảm xúc cho khán giả, họ thực sự ghét nhân vật này đến nỗi đã ném dép vào người bà. Từ năm 1952 đến 1956, Hà Nhân từng là Đoàn trưởng Đoàn văn công Điện Biên, trực tiếp phục vụ Chiến dịch Tây Bắc, Chiến dịch Thượng Lào và mặt trận Điện Biên Phủ. Sau những vai diễn thành công, năm 1956, Hà Nhân được điều về làm Phó trưởng Đoàn Ca múa Nhạc Trung ương nhưng bà xin rút vì đã quen với công việc diễn xuất. Bà xin được đi học nghề đạo diễn sân khấu ở trường Đại học Sân khấu Maxcơva, Liên Xô. Tại đây, Hà Nhân tham gia biểu diễn diễn một số vở của Nhà hát Odetxa như Bà mẹ của Karel Čapek, Hai xu của Bertolt Brecht, Cuộc đời bị đánh cắp của Kaonu Morimoto; bà còn tham gia dàn dựng các vở Những chiếc lông hạc, Ngày hội trường. Trong những năm 1956 đến 1961, Hà Nhân giữ nhiều trọng trách trong các đoàn văn công phục vụ cho nhiệm vụ chính trị của Liên khu III, và từng là Phó trưởng đoàn Đoàn ca múa Trung ương, Trưởng đoàn đoàn tuyển văn công Việt Bắc.
Sau khi tốt nghiệp về nước, Hà Nhân dựng vở Nổi gió cho Đoàn kịch nói Quảng Bình và vở chèo Phiến đá cho Nhà hát chèo Trung ương. Trong thời gian làm Phó Giám đốc Nhà hát thiếu nhi Trung Ương, bà đã dựng vở kịch Hai cây phong. Năm 1971, Nhà hát thiếu nhi giải thể, Hà Nhân được giao làm quyền Cục trưởng Cục Nghệ thuật biểu diễn trong bảy năm. Hà Nhân đã đệ trình lên Bộ Văn hóa xin thành lập nhà hát dành cho giới trẻ thay thế cho Nhà hát thiếu nhi Trung ương và được chấp thuận, dù nhận được quy định làm cử làm Cục trưởng Cục Nghệ thuật biểu diễn nhưng bà đã từ chối. Đạo diễn Phạm Thị Thành lúc này mới tốt nghiệp khóa đạo diễn từ Liên Xô về nước được Hà Nhân mời về cùng lập đề án phát triển nhà hát mới, Nhà hát Tuổi trẻ. Hà Nhân giữ cương vị Giám đốc Nhà hát còn Phạm Thị Thành làm Phó Giám đốc.
Ngày 10 tháng 4 năm 1978, Nhà hát Tuổi trẻ ra mắt với vở kịch đầu tay của Lưu Quang Vũ Sống mãi tuổi 17 do Phạm Thị Thành đạo diễn, Hà Nhân cũng tham gia với một vai diễn. Năm 1980, vở diễn giành được Huy chương Vàng tại Hội diễn Sân khấu Toàn quốc.
Năm 1988, Hà Nhân về hưu và được mời vào vai Quốc mẫu Nguyễn Thị Ngọc Diễm trong bộ phim điện ảnh Đêm hội Long Trì của đạo diễn Hải Ninh.
Hà Nhân qua đời năm 2012.

## Vai diễn
- Du kích thôn đồi[1]
- Chị Chiên
- Cuộc đời bị đánh cắp
- Bà mẹ du kích
- Đời cô Tầm vai Hàn Dụ
- Sống mãi tuổi 17
- Tấm Cám vai Già Đa

## Khen thưởng
- 1988 – Huy chương "Vì thế hệ trẻ" do Trung ương Đoàn Thanh niên trao tặng.[8]

### Ấn bản
- Hà Nhân – Một thời đáng nhớ (Hồi ký) tác giả: Phạm Hồng Thắm. Nhà xuất bản Hội Nhà Văn (2011)